# Собор Святого Петра (Ван)
Собор Святого Петра в Ване (фр. Cathédrale Saint-Pierre de Vannes) — католический собор в городе Ван во Франции, посвящённый Святому Петру. Главный храм епархии Вана. Имеет титул малой базилики (с 5 июня 1870 года).
Нынешняя готическая церковь из гранита была возведена на месте бывшего романского собора (около 1020 года). Строительство существующего здания продолжалось с XV по XIX века; если считать от возведения сохранившейся романской колокольни в XIII веке, то строительство собора растянулось на семь веков.
С годами собор регулярно перестраивался и расширялся, отсюда усложнённость структуры. В период поздней готики (XV-XVI века) надстроен неф и появились резные ворота в конце северного трансепта: согласно бретонскому обычаю двенадцать высоких ниш должны были вместить изображения апостолов. От старого романского собора осталась только северная башня; своды и хоры возведены в 1771—1774 годах.
В соборе погребены герцогини Бретани Жанна Французская и Изабелла Шотландская, а также св. Викентий Феррер.
Мушкетёр Арамис, став в романе Дюма епископом Ваннским, должен был совершать службы именно в этом соборе.
- Статуя Святого Викентия
- Алтарь
- Хоры